# نوردورلاند وسترا
منطقه شمال غربی ایسلند (به لاتین: Northwestern Region) یکی از منطقه‌های در ایسلند است.

## خصوصیات
منطقه شمال غربی ایسلند ۱۲٬۷۳۷ کیلومترمربع مساحت و ۷٬۸۱۰ نفر جمعیت دارد.